# Николова, Адриана
Адриана Костадинова Николова (род. 9 ноября 1988, Стара-Загора) — болгарская шахматистка, гроссмейстер (2011) среди женщин.
В составе сборной Болгарии участница трёх Олимпиад (2010—2014) и двух командных чемпионатов Европы (2009—2011).
Нормы женского гроссмейстера: Кутро (2009), Амантеа (2009), Аугсбург (2010—2011).

## Изменения рейтинга
| Графики недоступны из-за технических проблем. См. информацию на Фабрикаторе и на mediawiki.org. |